# Jack Stevens
Jack Edwin Stawell Stevens (Daylesford, 7 settembre 1896 – Sydney, 20 maggio 1969) è stato un generale e dirigente pubblico australiano, noto per i suoi ruoli di comando nella seconda guerra mondiale e per essere stato, nel secondo dopoguerra, il primo presidente dell'agenzia australiana per l'energia atomica (Australian Atomic Energy Commission).

## Biografia

### Primi anni
Stevens nacque il 7 settembre 1896 a Daylesford nello stato federato di Victoria, il più giovane dei sette figli di un commerciante di tessuti originario di Melbourne. Dopo gli studi nelle scuole locali, all'età di 12 anni iniziò a lavorare in una fabbrica di sigarette per poi, nel 1915, ottenere un posto come impiegato al Postmaster-General's Department (l'ente federale australiano responsabile delle comunicazioni postali e telefoniche). Il 2 luglio dello stesso anno, con il Paese impegnato nella prima guerra mondiale, Stevens si arruolò volontario nell'Australian Imperial Force (AIF, il contingente di truppe regolari dell'Australian Army impiegabile al di fuori del territorio nazionale), ottenendo il grado di caporale del corpo delle trasmissioni. Promosso sergente nel marzo 1916 dopo un periodo di servizio in Egitto, tre mesi più tardi fu inviato in Francia con la compagnia trasmissioni della 4th Division australiana e vide l'azione nel corso della battaglia del crinale di Poziéres e degli scontri nel saliente di Ypres in Belgio, ottenendo l'onorificenza della Meritorious Service Medal.
Promosso tenente nell'aprile 1917 e assegnato alla compagnia trasmissioni della 5th Division, partecipò alla battaglia di Passchendaele in settembre per poi passare, nel marzo 1918, alla compagnia trasmissioni dell'Australian Corps. Conclusa la guerra e rientrato in patria, Stevens lasciò il servizio nell'esercito regolare nell'ottobre 1919 per riprendere il suo lavoro per il Postmaster-General's Department; nell'aprile 1920 si sposò a Melbourne con Catherine McAllister Macdonald. Nel 1921 Stevens tornò in forza alla Militia (il corpo di riservisti australiano impiegabile per la difesa territoriale), ottenendo promozioni al grado di capitano nel 1922, di maggiore nel 1924 e di tenente colonnello nel 1926; durante il periodo interbellico comandò varie unità di trasmissioni nonché, tra il 1935 e il 1939, del 57th/60th Infantry Battalion.

### La seconda guerra mondiale
Dopo lo scoppio della seconda guerra mondiale, nell'ottobre 1939 Stevens tornò in forza ai regolari della AIF ottenendo il comando della sezione trasmissioni della 6th Division; promosso colonnello, nell'aprile 1940 fu selezionato per comandare la 21st Infantry Brigade e, con il grado temporaneo di generale di brigata, salpò per il Medio Oriente nell'ottobre seguente. Al comando della sua brigata, Stevens servì operativamente nel corso della campagna di Siria del giugno-luglio 1941, mettendosi in luce durante gli scontri lungo il fiume Leonte nel corso dei quali venne ferito; per le sue azioni nella campagna ottenne un Distinguished Service Order e una menzione nei dispacci.
La 21st Brigade rientrò in Australia nel marzo 1942, dopo l'avvio degli scontri nel teatro di guerra dell'oceano Pacifico contro l'Impero giapponese; nell'aprile seguente Stevens fu promosso al grado temporaneo di maggior generale e ottenne il comando della 4th Division. In agosto Stevens fu nominato responsabile della Northern Territory Force, l'insieme delle unità australiane dislocate a protezione del Territorio del Nord, incarico che resse fino all'aprile del 1943 quando fu fatto ufficiale comandante della 6th Division. Dopo un periodo di esercitazioni nel Queensland, nel novembre 1944 la 6th Division fu schierata contro i giapponesi sul fronte della Nuova Guinea e Stevens diresse le operazioni della campagna di Aitape-Wewak fino alla conclusione del conflitto nell'agosto 1945; per le sue azioni nella campagna Stevens ottenne, nel 1946, l'onorificenza di Compagno dell'Ordine del Bagno.

### Dopo la guerra
Dopo la conclusione del secondo conflitto mondiale, Stevens continuò il suo servizio nella Militia comandando la 2nd Division, per poi congedarsi dal servizio nel luglio 1950. Già primo amministratore delegato della compagnia di telecomunicazioni nazionale australiana (Overseas Telecommunications Commission) dal settembre 1946, dopo il congedo Stevens divenne segretario del Dipartimento per lo sviluppo nazionale nonché responsabile di una miniera di uranio a Rum Jungle nel Territorio del Nord; dal 1951 fu segretario del Dipartimento per gli approvvigionamenti, l'ente governativo responsabile della ricerca e sviluppo dei materiali da guerra con responsabilità sulla produzione e uso dell'uranio a fini militari.
Già responsabile di negoziati con Regno Unito e Stati Uniti d'America circa le ricerche nel campo dell'energia nucleare, nel settembre 1952 Stevens divenne il primo presidente dell'appena creato ente australiano per l'energia atomica (Australian Atomic Energy Commission); oltre che collaborare con i britannici circa l'effettuazione di test nucleari militari in territorio australiano, Stevens guidò varie delegazioni australiane di cooperazione tecnologica inviate a Londra e Washington, e fu strettamente coinvolto nell'impianto del primo reattore di ricerca nucleare australiano a Lucas Heights vicino a Sydney. Nel 1955 ottenne l'onorificenza di cavaliere commendatore dell'Ordine dell'Impero Britannico.
Stevens si ritirò dagli incarichi pubblici nel 1956, ricoprendo ruoli di presidente di varie compagnie private nel campo dell'elettricità e della meccanica; morì infine per cause naturali il 20 maggio 1969 a Sydney.